# Antarchaea rosealis
Antarchaea rosealis là một loài bướm đêm trong họ Noctuidae.